# Miguel Vieira
Luís Miguel Vieira Silva (Amarante, 8 oktober 1990) is een Portugees voetballer die in het seizoen 2020/21 door Istanbul Başakşehir aan Waasland-Beveren wordt uitgeleend. Vieira is een verdediger.

## Carrière
Vieira begon zijn seniorencarrière bij AC Vila Meã in de Terceira Divisão, het vierde niveau in het Portugese voetbal. Nadien speelde hij in eigen land nog voor SC Espinho, CD Aves en FC Paços de Ferreira.
In 2018 maakte hij een eerste buitenlandse transfer: in juli 2018 tekende hij bij de Spaanse tweedeklasser CD Lugo. Na een jaar stapte hij over naar de Turkse eersteklasser Istanbul Başakşehir. Daar speelde hij in zijn eerste seizoen twee wedstrijden in de Champions League-voorronde en drie bekerwedstrijden, maar slechts één competitiewedstrijd. De club leende hem in februari 2020 voor de rest van het seizoen uit aan Wolfsberger AC. In oktober 2020 volgde een nieuwe uitleenbeurt, ditmaal aan Waasland-Beveren.